# Алі ібн Саїд
Алі I (*علي بن سعيد البوسعيد; 1854 — 5 березня 1893) — 4-й султан Занзібару в 1890—1893 роках. За його правління держава визнала протекторат Великої Британії.

## Життєпис
Походив з династії Бусаїдів. Син Саїда ібн Султана, володаря Маскату і Занзібару. Народився 1854 року на Занзібарі. Про діяльність до отримання влади відсутня.
1890 року після смерті брата Халіфи став султаном Занзібару. На той час султанат перестав бути вагомою силою в регіоні. В тому ж році Німецька імперія і Велика Британія уклали Занзібарський договір, за яким Занзібар потрапляв під британський протекторат. Султан Алі погодився з умовами цього договору. Погодився прийняти конституції. На Занзібарі оселився британський консул, який фактично перебрав владу.
1892 року султан вимушений був погодитися на передачу Італії міста Могадішо, Марка, Варшейх, Барава в області Бенадір. Тим самим султанат втратив останні землі на Африканському континенті. Помер 1893 року. Британський уряд сприяв призначенню на трон Занзібара представника оманської гілки династії Бусаїдів — Хамада ібн Тувайні.